# エクロン
座標: 北緯31度46分39秒 東経34度51分7秒 / 北緯31.77750度 東経34.85194度

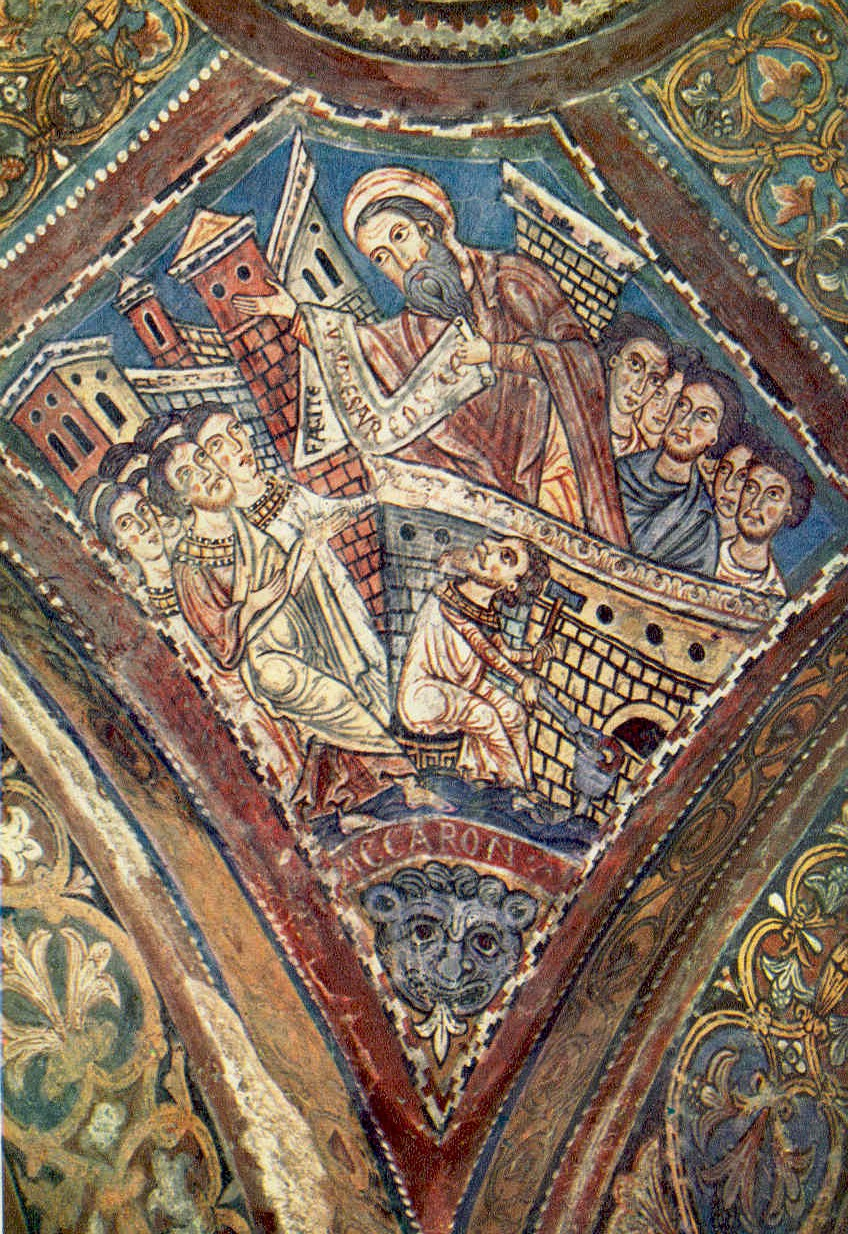
中世のフレスコ画に描かれたエクロンの想像図（1255年頃、アナーニ）

エクロン（英語:Ekron、ヘブライ語:עקרון･Eqron）は旧約聖書に登場するペリシテ人の5つの町の内のひとつである。「深く根ざした」という意味であると言われる。多くの学者はアキロンをエクロンであると主張している。
カナン入国の際にはヨシュアによってはまだ征服されていなかったが、最初ユダ族に割り当てわれた。その後ダン族に割り当てられ、ユダ族によって征服された。
エクロンの住民は、祭司エリの時代にペリシテ人に奪われた神の箱が災害をもたらしたのを見て、自分の町置くことに反対して、イスラエル人に送り返すように提案した。
後に、エクロンの町はガテと共にサムエルによってイスラエルに取り返された。ダビデがゴリアテに勝利した時には、ペリシテ軍がエクロンの門にまで退却した。